# 念青唐古拉山

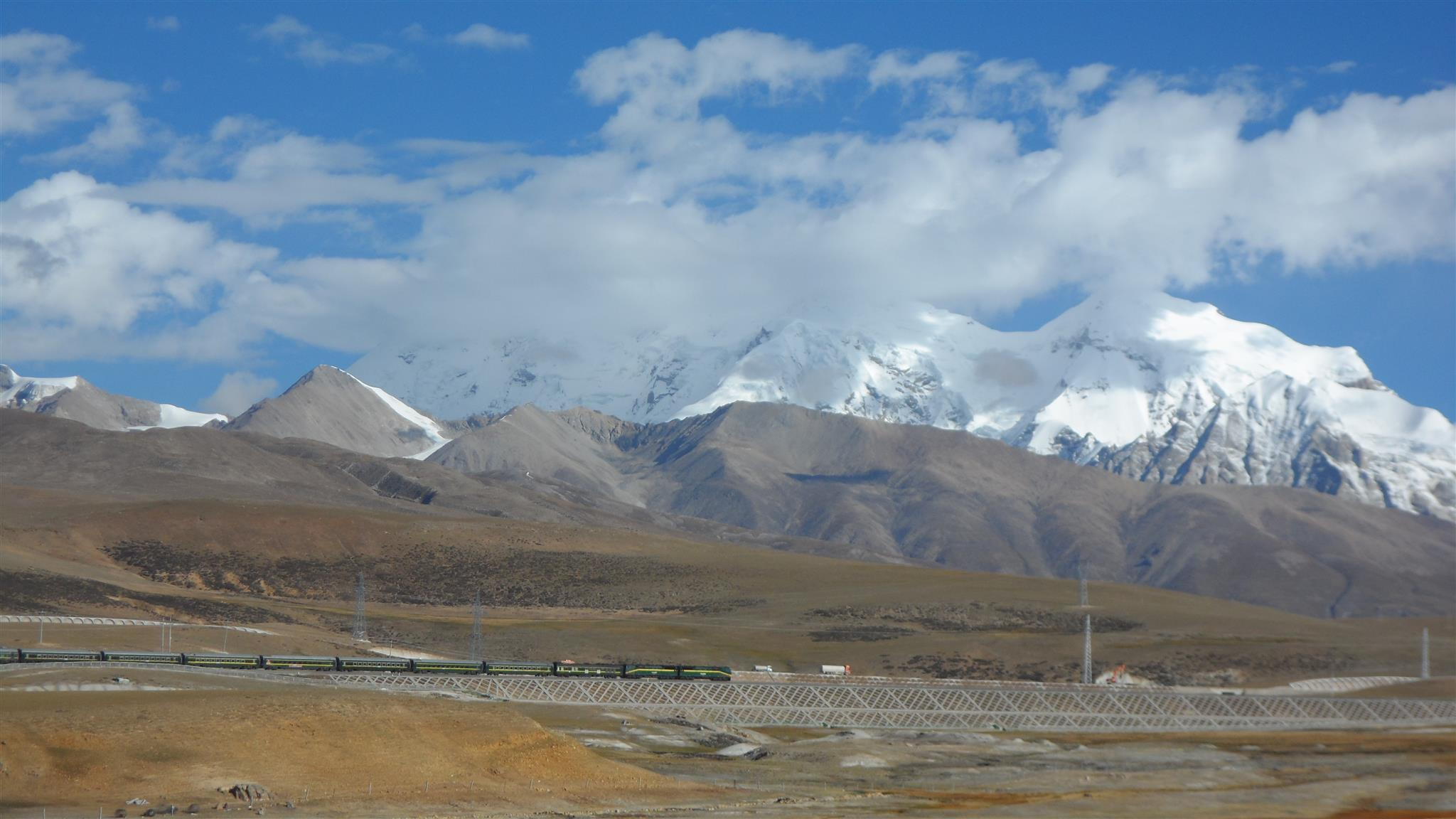
念青唐古拉山和青藏铁路

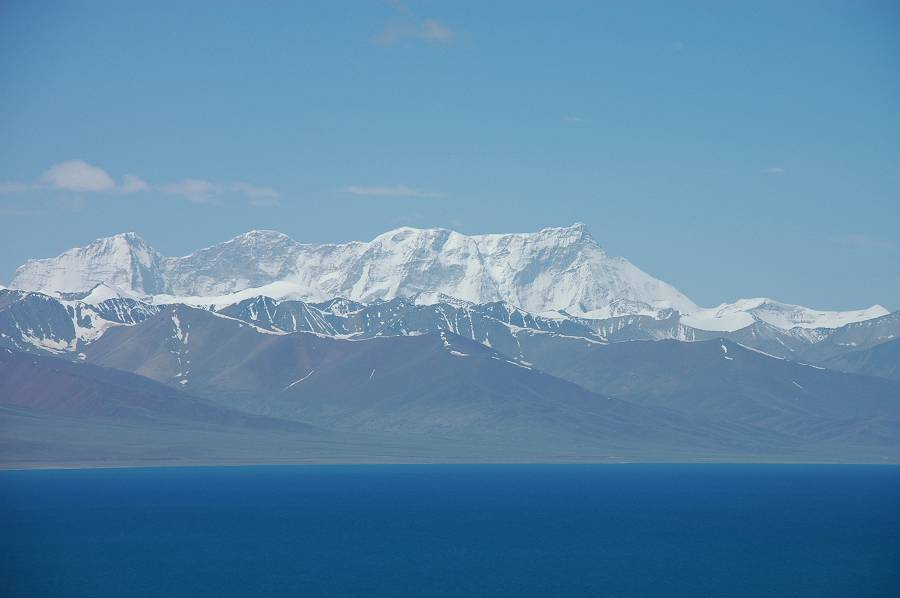
從納木措所拍攝的念青唐古拉山主峰

念青唐古拉山脉（藏語：གཉན་ཆེན་ཐང་ལྷ་，威利转写：gnyan chen thang lha，THL：Nyenchenthanglha，藏语拼音：Nyainqêntanglha，意为“灵应草原神”）位于西藏自治区中东部。近东西走向。西侧为冈底斯山脉,东侧为横断山脉的伯舒拉岭。全长1400公里，平均宽80公里。平均海拔5000～6000米。

## 地理

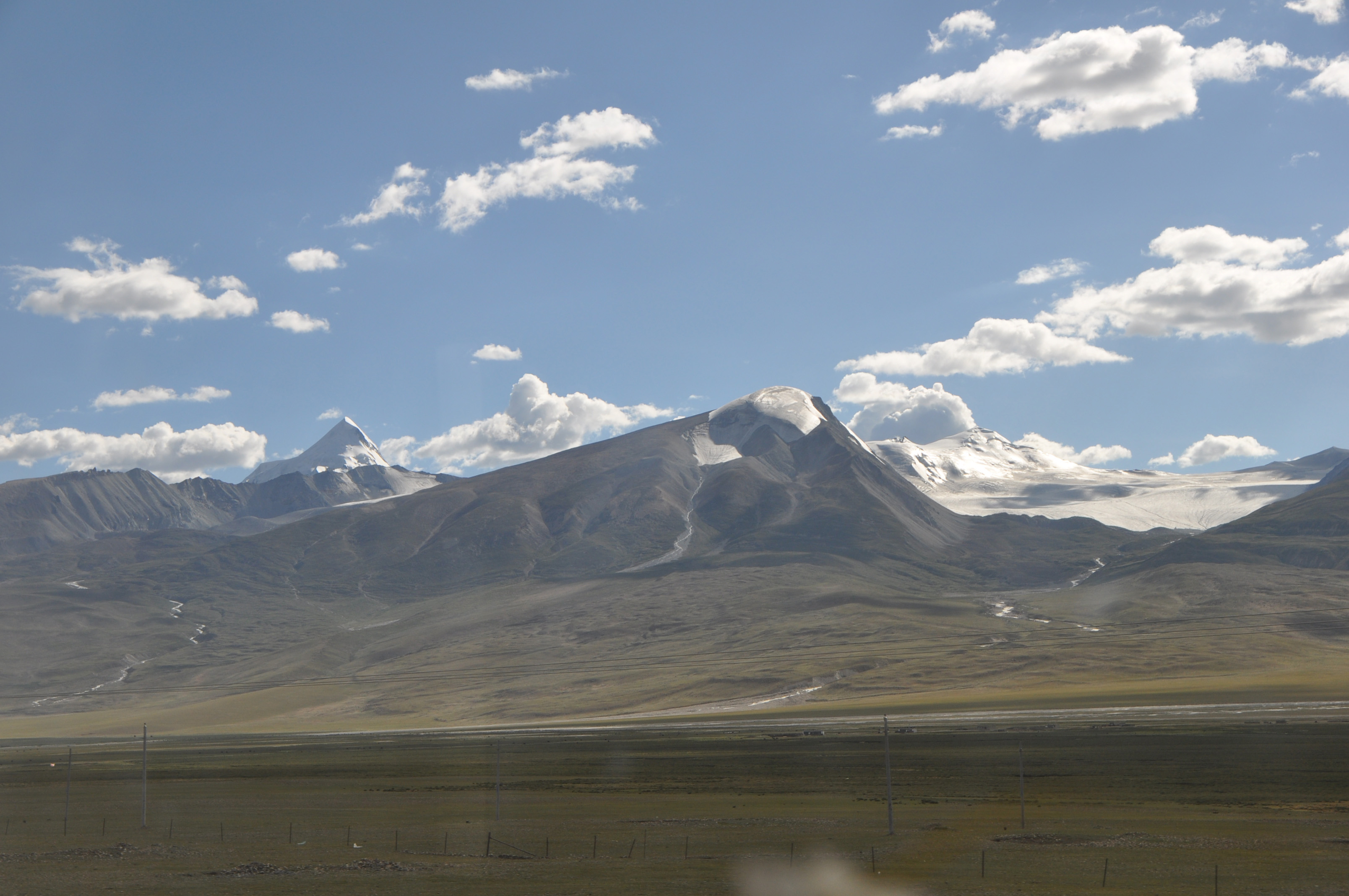
從青藏鐵路所見的念青唐古拉山脉

念青唐古拉山脉是雅鲁藏布江与氣候寒冷乾燥的羌塘高原和怒江分水岭。也是青藏高原上寒冷气候带与温暖（凉）气候带的分界线。主峰念青唐古拉峰海拔7162米。

## 地质
山脉形成于燕山运动晚期，为一系列向东逆冲的褶皱山带，沿山带南侧均有深大断裂通过。

## 冰川
念青唐古拉山脉有7080条冰川，总面积达10,701平方公里，在中国的几大山脉中冰川面积排名第二。山脉西段降水少，冰川属于亚大陆型冰川，而山脉东段受印度洋西南季风影响降水多，雪线海拔低，是中国最大的海洋型冰川地区，冰川分布集中，冰川数占了整个山脉冰川总数的2/3，冰川面积占了整个山脉冰川总面积的5/6，也是地球上中低纬地区冰川作用最强的中心之一。
其中有27条冰川长度超过10公里。如易贡八玉沟的卡钦冰川长达33公里，冰川末端海拔仅2530米，为西藏最大冰川，也是中国最大的海洋性冰川。

## 气候
山脉东段受印度洋西南季风影响，降水多；山脉西段位于半干旱气候地区，降水少。　

## 宗教信仰
苯教信仰的山神主要有4位：雅拉香波（英語：Yarlha Shampo）山神、库拉卡日（英語：Kula Kari）山神、诺吉康桑山神、念青唐古拉山神，分别居住于西藏的东南西北四方。四大山神加上其他五位山神是“世界形成之九神”。